# Klępino (gromada)
Klępino (od 1 I 1962 Stargard Szczeciński) – dawna gromada, czyli najmniejsza jednostka podziału terytorialnego Polskiej Rzeczypospolitej Ludowej w latach 1954–1972.
Gromady, z gromadzkimi radami narodowymi (GRN) jako organami władzy najniższego stopnia na wsi, funkcjonowały od reformy reorganizującej administrację wiejską przeprowadzonej jesienią 1954 do momentu ich zniesienia z dniem 1 stycznia 1973, tym samym wypierając organizację gminną w latach 1954–1972.
Gromadę Klępino z siedzibą GRN w Klępinie utworzono – jako jedną z 8759 gromad na obszarze Polski – w powiecie stargardzkim w woj. szczecińskim na mocy uchwały nr V/50/54 WRN w Szczecinie z dnia 5 października 1954. W skład jednostki weszły obszary dotychczasowych gromad Klępino, Lubowo, Małkocin (bez miejscowości Storkówko) i Rogowo ze zniesionej gminy Klępino oraz obszar dotychczasowej gromady Grabowo ze zniesionej gminy Dąbrowa w tymże powiecie. Dla gromady ustalono 13 członków gromadzkiej rady narodowej.
1 stycznia 1962 z gromady Klępino wyłączono miejscowości Rogowo i Lubowo, włączając je do gromady Grzędzice w tymże powiecie, po czym gromadę Klępino zniesiono przenosząc siedzibę GRN z Klępina do Stargardu Szczecińskiego i zmieniając nazwę jednostki na gromada Stargard Szczeciński.